# Perdita puncticeps
Perdita puncticeps är en biart som beskrevs av Timberlake 1971. Perdita puncticeps ingår i släktet Perdita och familjen grävbin. Inga underarter finns listade i Catalogue of Life.